# Pyrgota undata
Pyrgota undata är en tvåvingeart som beskrevs av Christian Rudolph Wilhelm Wiedemann 1830. Pyrgota undata ingår i släktet Pyrgota och familjen Pyrgotidae. Inga underarter finns listade i Catalogue of Life.